# Байт-код Java
Байт-код Java — набір інструкцій віртуальної машини Java (JVM).

## Набір інструкцій
Кожен байт-код складається з одного байта - коду операції та від нуля та більше байт операндів . З 256 можливих байтових кодів операцій використано 202 (~79%), 51 зарезервовано для майбутнього застосування (~20%) та 3 інструкції (~1%) зарезервовано для специфічних потреб віртуальної машини.. 
Інструкції поділяються на ряд груп:
- Завантаження і зберігання (наприклад, aload_0, istore)
- Арифметичні та логічні (наприклад, ladd, fcmpl)
- Перетворення типів (наприклад, i2b, d2i)
- Створення та маніпулювання об'єктами (new, putfield)
- Управління операндами стеку (наприклад, swap, dup2)
- Передачі контролю (наприклад, ifeq, goto)
- Виклику методів та повернення (наприклад, invokespecial, areturn)

Також є декілька інструкцій для деяких спеціалізованих задач як то викидання винятків, синхронізації, тощо.
Багато інструкцій мають спеціальні префікси і/або суфікси в залежності від типів операндів, якими вони маніпулюють. А саме такі:
| Prefix/suffix | Operand type |
| ------------- | ------------ |
| i             | integer      |
| l             | long         |
| s             | short        |
| b             | byte         |
| c             | character    |
| f             | float        |
| d             | double       |
| a             | reference    |

Наприклад, iadd - додає дві цілочисельні (integer) змінні , dadd - додає два значення типу double.

## Приклад
Розглянемо наступний код на мові програмування Java:
```
outer
:

for
 
(
int
 
i
 
=
 
2
;
 
i
 
<
 
1000
;
 
i
++
)
 
{

    
for
 
(
int
 
j
 
=
 
2
;
 
j
 
<
 
i
;
 
j
++
)
 
{

        
if
 
(
i
 
%
 
j
 
==
 
0
)

            
continue
 
outer
;

    
}

    
System
.
out
.
println
 
(
i
);

}

```

Компілятор java може транслювати цей вищенаведений код у байт-код наступним чином:
```
0
:
   
iconst_2

1
:
   
istore_1

2
:
   
iload_1

3
:
   
sipush
  
1000

6
:
   
if_icmpge
       
44

9
:
   
iconst_2

10
:
  
istore_2

11
:
  
iload_2

12
:
  
iload_1

13
:
  
if_icmpge
       
31

16
:
  
iload_1

17
:
  
iload_2

18
:
  
irem

19
:
  
ifne
    
25

22
:
  
goto
    
38

25
:
  
iinc
    
2,
 
1

28
:
  
goto
    
11

31
:
  
getstatic
       
#84;
 
//
 
Field
 
java/lang/System.out
:
Ljava/io/PrintStream;

34
:
  
iload_1

35
:
  
invokevirtual
   
#85
; // Method java/io/PrintStream.println:(I)V

38
:
  
iinc
    
1,
 
1

41
:
  
goto
    
2

44
:
  
return

```

## Генерування
Java байт-код генерується переважно із мови Java для виконання віртуальною машиною Java. Спочатку існував лише один компілятор javac від Sun Microsystems, який компілював код на Java у байт-код Java; проте оскільки вся специфікація на байт-код Java доступна, з'явилися компілятори і від інших виробників, що здатні генерувати Java байт-код. Наприклад, це такі компілятори як:
- Jikes - компілює із Java у байт-код Java (розроблено IBM, реалізовано у C++)
- Espresso - компілює із Java у байт-код Java(лише Java 1.0)
- GNU Compiler for Java (GCJ) - компілює із Java у байт-код Java; може також компілювати у рідний  машинний код і був частиною GNU Compiler Collection (GCC) аж до версії 6.

Існують компілятори здатні генерувати байт-код Java для JVM із інших мов таких як:
- ColdFusion
- JRuby та Jython, дві скріптові мови базовані на Ruby та Python
- Apache Groovy - скриптова мова базована на Java
- Scala - мова загального призначення з безпечними типами даних, що підтримує об'єктно-орієнтоване та функціональне програмування
- JGNAT та AppletMagic - компілюють із мови Ada у байт-код Java
- C to Java byte-code compiler
- Clojure - функціональна мова закального призначення з родини мов програмування Lisp із акцентом на паралельності виконання
- Kawa - реалізація мови Scheme, діалекту мови Lisp
- MIDletPascal
- JavaFX Script
- Kotlin
- Object Pascal - код програми компілюється у байт код Java з використанням компілятора Free Pascal 3.0+.[2][3]